# Macrothamnium hylocomioides
Macrothamnium hylocomioides là một loài Rêu trong họ Hylocomiaceae. Loài này được M. Fleisch. mô tả khoa học đầu tiên năm 1914.